# Albert Hänel

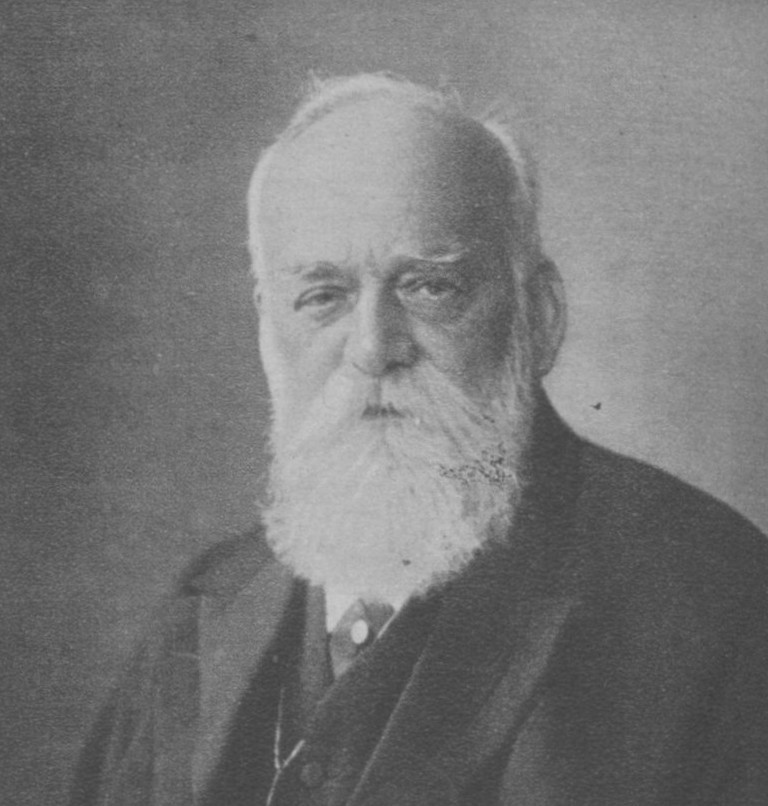
Albert Hänel, 1918

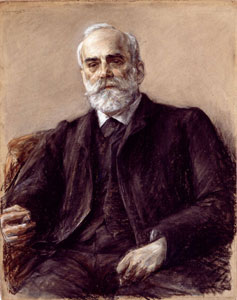
Max Liebermann: Bildnis Geheimrat Prof. Dr. Albert Hänel, 1892, Pastell auf Papier, Kunsthalle Kiel

Von links nach rechts: Ludwig Loewe, Rudolf Virchow, Albert Haenel, Albert Traeger, Eugen Richter um 1881

Albert Hänel (* 10. Juni 1833 in Leipzig; † 12. Mai 1918 in Kiel) war ein deutscher Jurist, Staatsrechtler und liberaler Politiker (Schleswig-Holsteinische Liberale Partei, Deutsche Fortschrittspartei und Freisinnige Vereinigung).

## Leben
Albert Hänel war der Sohn des Medizinprofessors Albert Friedrich Hänel (1800–1833) und ein Neffe des Rechtshistorikers Gustav Friedrich Hänel. Seine Mutter, die Frauenrechtlerin Iduna Hänel heiratete nach dem frühen Tod seines Vaters den Schriftsteller Heinrich Laube. Hänel wuchs in einem kulturell und politisch aufgeschlossenen Elternhaus in Wien, Leipzig und auf Schloss Muskau bei Hermann von Pückler-Muskau auf. Nach Beendigung der Schulzeit an der humanistischen Thomasschule zu Leipzig studierte er an den Universitäten Leipzig, Wien und Heidelberg.
In Leipzig wurde er 1857 zum Dr. jur. promoviert. Bereits im darauffolgenden Jahr erfolgte seine Habilitation und Berufung zum Privatdozenten. Zu seinen Lehrern gehörten Wilhelm Eduard Albrecht, Robert von Mohl und Karl Georg von Wächter. 1860 ging als a.o. Professor an die Universität Königsberg; zwei Jahre später wurde er zum o. Professor ernannt. 1863 folgte er dem Ruf der Universität Kiel. 1892/93 war er ihr Rektor. In seiner Rektoratsrede befasste er sich mit dem Kaisertum. Die Universitäten Kiel und Tübingen verliehen ihm Ehrendoktorate.

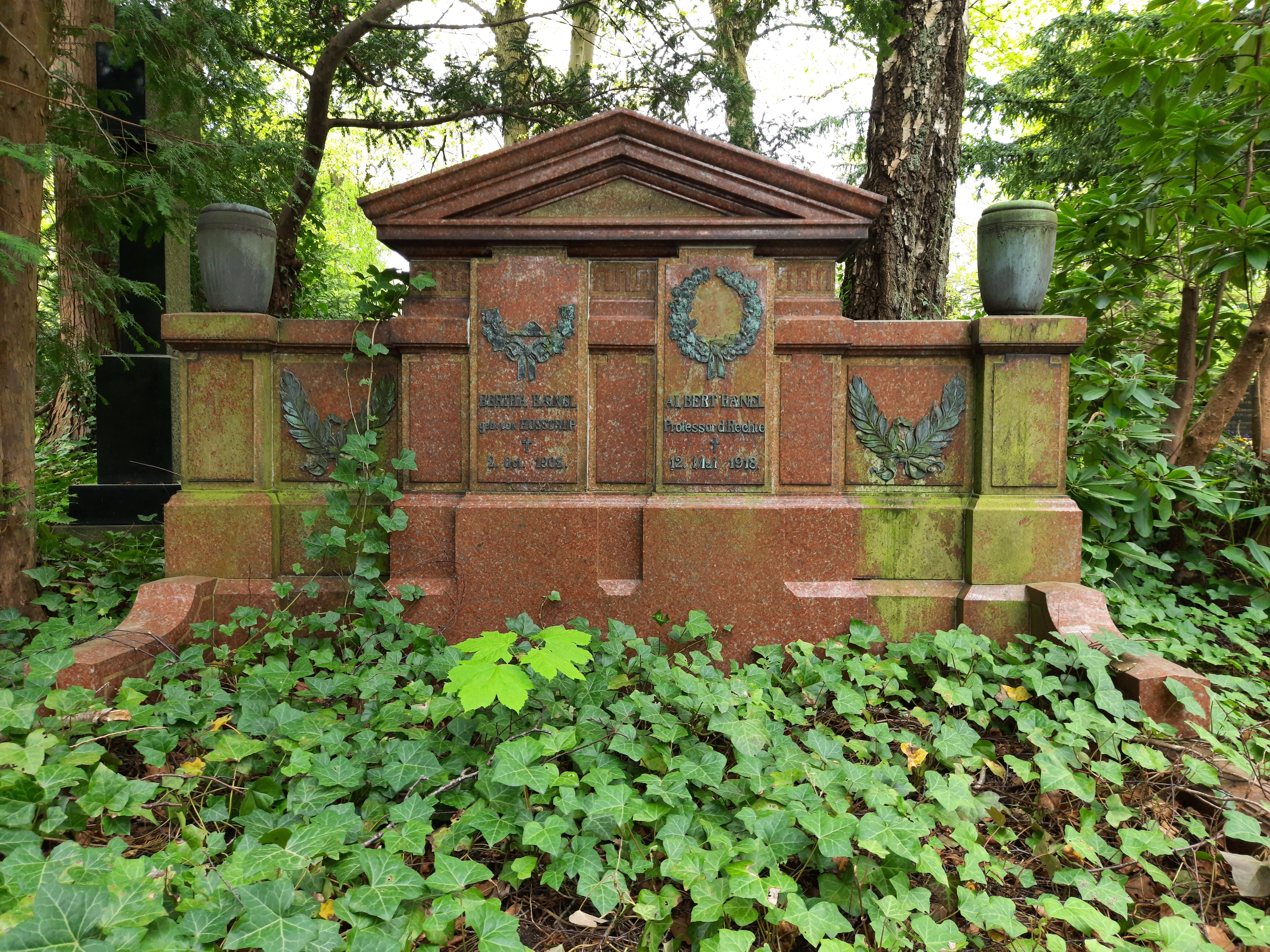
Grabstätte von Albert Hänel

Anlässlich der Einweihung des Kieler Rathauses am 12. November 1911 wurde Hänel die Ehrenbürgerwürde der Stadt verliehen. Vier Wochen vor seinem 85. Geburtstag gestorben, wurde er auf dem Südfriedhof beigesetzt.

## Familie und Wappen
Albert Hänel war mit Bertha von Hoßtrup (1814–1902) verheiratet. Sie war eine verwitwete Tochter Gerhard von Hoßtrups. Sein Wappen zeigt einen stolzierenden, von einem Pfeil getroffenen Hahn.

## Nachlass und Ehrungen
Albert Hänels Nachlass wurde größtenteils zerstört, wenige Reste – darunter eine Sammlung von Todesanzeigen, Sargschleifen sowie zahlreiche Urkunden – befinden sich in der Fachbibliothek der Christian-Albrechts-Universität zu Kiel. In deren Nähe, im Kieler Wohngebiet Klausbrook, liegt die nach ihm benannte Hänelstraße.

## Werk
Hänel veröffentlichte einige wichtige Werke zur deutschen Rechtsgeschichte. Anknüpfend an die Ideen Freiherr vom und zum Steins entwarf er 1869 die Städteordnung für Schleswig-Holstein und wurde durch sein Eintreten für weitreichende Mitbestimmungs- und Partizipationsrechte zum Reformator der Kommunalen Selbstverwaltung. Den Rechtspositivismus lehnte Hänel ab. Nach der Gründung des Deutschen Reiches widmete er sich dem Bundesstaat und entwarf ein eigenes Staatskonzept. Als Anhänger der germanistischen Ausprägung der Historischen Rechtsschule wendet er sich darin gegen den Formalismus der herrschenden Staatsrechtslehre Paul Labands und stellt dieser über die Verbindung von Staat und Gesellschaft ein stärker kooperatives und genossenschaftsrechtliches Modell entgegen. Hänels Denken beeinflusste maßgeblich Heinrich Triepel, Rudolf Smend, Erich Kaufmann und Hermann Heller und so auch die Entwicklungen der Weimarer Staatsrechtslehre.

## Politik
Neben seinen Lehrtätigkeiten engagierte sich Hänel auch politisch, zunächst als Mitglied der Schleswig-Holsteinischen Liberalen Partei, die er aber nach der Befreiung und Annexion der Herzogtümer Schleswig und Holstein durch das Königreich Preußen verließ. Mit Freunden gründete er eine Liberale Vereinigung, die er 1867 im Preußischen Abgeordnetenhaus und im Reichstag des Norddeutschen Bundes vertrat. Als Mitglied der Deutschen Fortschrittspartei war Hänel seit 1871 auch Abgeordneter des Reichstags des Deutschen Kaiserreichs. Dort wurde er 1874 zum Vizepräsidenten gewählt, 1876 übernahm er die gleiche Funktion im Preußischen Abgeordnetenhaus. In der Fortschrittspartei und später in der Deutschen Freisinnigen Partei, die 1884 aus einer Fusion mit der Liberalen Vereinigung hervorgegangen war, entwickelte sich Hänel zum entschiedenen Gegenspieler des Parteiführers Eugen Richter. Im Gegensatz zu ihm bemühte er sich unter anderem um eine Verständigung mit den Nationalliberalen. Als die Deutsche Freisinnige Partei 1893 zerbrach, schloss sich Hänel nicht der Richterschen Freisinnigen Volkspartei, sondern der Freisinnigen Vereinigung um Heinrich Rickert und Theodor Barth an.
Mit der 1880 im Preußischen Abgeordnetenhaus eingebrachten Interpellation Hänel wandte sich Hänel gegen antisemitische Bestrebungen.

## Auszeichnungen, Orden und Ehrenzeichen
- Geheimer Justizrat[5]
- Roter Adlerorden 2. Klasse mit der Jubiläumszahl 50 mit Stern[5]
- Kronen-Orden 2. Klasse mit Stern[5]
- Honorary Knight Commander des Royal Victorian Order[5][6]
- Ehrenritter des Oldenburgischen Haus- und Verdienstordens.[5]

## Werke (Auswahl)
- Das Beweissystem des Sachsenspiegels. Hirzel, Leipzig 1858 (Digitalisat).
- Decisiones consulum Goslariensium. Haessel, Leipzig 1862.
- Aus Schleswig-Holstein an das Preußische Haus der Abgeordneten. Von einem bisherigen Mitgliede der deutschen Fortschrittspartei in Preußen und jetzigen Schleswig-Holsteiner. Gaertner, Berlin 1863.
- Die Garantien der Großmächte für Schleswig. Haessel, Leipzig 1864 (Digitalisat).
- Das Recht der Erstgeburt in Schleswig-Holstein. Homann, Kiel 1864.
- Nachweisung des Erbrechts Herzog Friedrichs VIII. auf die Herzogtümer Schleswig-Holstein. Mohr, Kiel 1865.
- mit Wilhelm Seelig: Zur Frage der „stehenden Gefälle“ in Schleswig-Holstein. Homann, Kiel 1870/73.
- Studien zum deutschen Staatsrecht. Haessel, Leipzig;
  - 1. Studie: Die vertragsmäßigen Elemente der deutschen Reichsverfassung. 1873.
  - 2. Studie, Heft 1: Die organisatorische Entwicklung der Deutschen Reichsverfassung. 1880.
  - 2. Studie, Heft 2: Das Gesetz im formellen und materiellen Sinne. 1888.
- mit Theodor Lesse: Die Gesetzgebung des Deutschen Reichs über Konsularwesen und Seeschifffahrt. Berlin 1875.
- Deutsches Staatsrecht. Band 1: Die Grundlagen des deutschen Staates und die Reichsgewalt. Duncker & Humblot, Leipzig 1892 (Digitalisat).
- Rede zur Enthüllung des Denkmales Heinrich Laube's in Sprottau am 18. September 1895. 1895.
- Das zweite Ministerium des Freiherrn vom Stein. Rede zur Feier des Geburtstages Seiner Majestät des Deutschen Kaisers Königs von Preußen Wilhelm II. gehalten an der Christian-Albrechts-Universität am 27. Januar 1908. Lipsius & Tischer, Kiel 1908.
- Heinrich Laube's gesammelte Werke in 50 Bänden. Unter Mitwirkung von Albert Hänel hrsg. von Heinrich Hubert Houben. Berlin 1908–1909.